# Кан Рён Юн
Кан Рён Юн (хангыль: 강룡윤; 25 апреля 1942, ?) — северокорейский футболист, участник чемпионата мира 1966 года. Играл на позиции нападающего.

## Карьера

### Чемпионат мира 1966
В 1965—1966 годах Кан Рён Юн провёл три матча за сборную КНДР. Два из них были отборочными к чемпионату мира 1966 года против Австралии. На самом чемпионате Кан сыграл лишь в стартовом поединке против Советского Союза.
| Матчи и голы Кана Рён Юна за сборную КНДР | Матчи и голы Кана Рён Юна за сборную КНДР | Матчи и голы Кана Рён Юна за сборную КНДР | Матчи и голы Кана Рён Юна за сборную КНДР | Матчи и голы Кана Рён Юна за сборную КНДР | Матчи и голы Кана Рён Юна за сборную КНДР | Матчи и голы Кана Рён Юна за сборную КНДР |
| ----------------------------------------- | ----------------------------------------- | ----------------------------------------- | ----------------------------------------- | ----------------------------------------- | ----------------------------------------- | ----------------------------------------- |
| №                                         | Дата                                      | Место проведения                          | Соперник                                  | Счёт                                      | Голы                                      | Турнир                                    |
| 1                                         | 21 ноября 1965                            | Пномпень, Камбоджа                        | Австралия                                 | 6:1                                       | -                                         | Отбор к ЧМ-1966 (стыковой матч)           |
| 2                                         | 24 ноября 1965                            | Пномпень, Камбоджа                        | Австралия                                 | 3:1                                       | -                                         | Отбор к ЧМ-1966 (стыковой матч)           |
| 3                                         | 12 июля 1966                              | Мидлсбро, Англия                          | СССР                                      | 0:3                                       | -                                         | Чемпионат мира 1966                       |

Итого: 3 матча / 0 голов; 2 победы, 0 ничьих, 1 поражение.